# ارخوطس
اَرخوطَس یا ارشیتاس یا آرخوتاس (به یونانی: Αρχύτας)(به فرانسوی: Archytas) (زادهٔ ۴۲۸-مرگ ۳۴۷ پیش از میلاد) فیلسوف، ریاضیدان، ستاره‌شناس، سیاستمدار و رزم‌آرای یونان باستان بود. وی از دید فلسفی پیرو اندیشه‌های فیثاغورث بود.
وی در تارنتوم (طارنتین) ماگنا گریکیا در ایتالیای کنونی زاده‌شد. وی دارای دوستی نزدیک با افلاطون بوده‌است. ارخوطس هفت بار به فرمانروایی تارنتوم رسید و در نبرد با دشمنان به کامیابی‌های چندی دست‌یافته‌بود.
مرگ ارخوطس به دلیل غرق کشتی‌اش در دریای آدریاتیک رخ‌داده‌است. هوراس قصیده ای در ستایش او سروده‌است. همچنین دهانه آتشفشانی آرشیتاس  در ماه را به نکوداشت او نام‌گذاری کرده‌اند.